# Michal Viewegh
Michal Viewegh (cz. [ˈviːvɛk],  ur. 31 marca 1962 w Pradze) – czeski pisarz i publicysta.

## Życiorys
Ukończył studia na Uniwersytecie Karola w Pradze, studiował bohemistykę i pedagogikę. Przez dwa lata był redaktorem naczelnym czeskiego magazynu literackiego Český spisovatel. Obecnie jest jednym z najbardziej popularnych pisarzy w Czechach. Jest autorem siedemnastu tytułów, z czego w Polsce wydano sześć: Uczestnicy wycieczki, Cudowne lata pod psem, Powieść dla kobiet, Wychowanie dziewcząt w Czechach, Sprawa niewiernej Klary oraz Zapisywacze ojcowskiej miłości. W Polsce porównywany do Jerzego Pilcha, ze względu na subtelny, ironiczny sposób opisywania rzeczywistości. Mariusz Szczygieł w swoim Osobistym Przewodniku po Pradze nazywa Viewegha czeską Katarzyną Grocholą.
10 grudnia 2012 przeżył pęknięcie aorty. Był operowany w praskiej klinice IKEM, a następnie przeszedł rehabilitację w klinice Malvazinky. Swoje przeżycia z tego okresu zawarł w powieści Ekomąż.
Michal Viewegh był dwukrotnie żonaty, pierwszą żoną była Jaroslava Mackova (do 1996), w 2002 ożenił się z Veroniką Kodýtkovą, z którą rozwiódł się w 2015.

## Twórczość

### Powieści
- Názory na vraždu, 1990 – debiut powieściowy
- Báječná léta pod psa, 1992 (wyd. polskie pt. Cudowne lata pod psem, 2004) powieść autobiograficzna oddająca atmosferę panującą w Czechosłowacji doby normalizacji aż po upadek komunizmu; sfilmowana w 1997, reż. Petr Nikolaev
- Výchova dívek v Čechách, 1994 (wyd. polskie pt. Wychowanie dziewcząt w Czechach, 2005); tragiczna love story; sfilmowana pt. Wychowanie panien w Czechach (1997) w reżyserii Petra Kolihy
- Účastníci zájezdu, 1996 (wyd. polskie pt. Uczestnicy wycieczki, 2001; Wycieczkowicze, 2008); sfilmowana pt. Wycieczkowicze (2006) w reżyserii Jiříego Vejdělka
- Zapisovatelé otcovský lásky, 1998 (wyd. polskie pt. Zapisywacze ojcowskiej miłości, 2007)
- Román pro ženy, 2001 (wyd. polskie pt. Powieść dla kobiet, 2005, późniejsze polskie wydania noszą tytuł Mężczyzna idealny); sfilmowana pt. Mężczyzna idealny (2005) w reżyserii Filipa Renča
- Báječná léta s Klausem, 2002
- Případ nevěrné Kláry, 2003 (wyd. polskie pt. Sprawa niewiernej Klary, 2007)
- Vybíjená, 2004 (wyd. polskie pt. Zbijany, 2008)
- Tři v háji, 2004 – wspólnie z Haliną Pawlowską oraz Ivą Hercíkovą
- Lekce tvůrčího psaní, 2005
- Andělé všedního dne, 2007 (wyd. polskie pt. Aniołowie dnia powszedniego, 2009)
- Roman pro muže, 2008 (wyd. polskie pt. Powieść dla mężczyzn, 2010)
- Biomanželka, 2010 (wyd. polskie pt. Ekożona, 2015)
- Mráz přichází z Hradu, 2012
- Biomanžel, 2015 (wyd. polskie pt. Ekomąż, 2017)
- Čarodějka z Křemelky, 2015

### Parodie literackie
- Nápady laskavého čtenáře, 1993 – zbiór parodii znanych autorów czeskich i światowych
- Nové nápady laskavého čtenáře, 2000 – druga część zbioru parodii literackich
- Krátké pohádky pro unavené rodiče, 2007 (wyd. polskie pt. Krótkie bajki dla zmęczonych rodziców, 2015)

### Opowiadania
- Povídky o manželství a o sexu, 1999; na ich podstawie powstał film Do Czech razy sztuka (2008) w reżyserii Jana Hřebejka

### Felietony
- Švédské stoly aneb Jací jsme, 2000 – zbiór felietonów
- Na dvou židlích, 2003 – zbiór felietonów zamieszczanych w "Lidových novinach" w latach 2002–2003

### Twórczość biograficzna
- Báječný rok, 2006 – dziennik Viewegha pisany w roku 2005
- Další báječný rok, 2011 - dziennik Viewegha pisany w roku 2010